# Hôtel du Haubergier
El Hôtel du Haubergier es una mansión privada en el área protegida de Senlis (Oise), dentro de las murallas medievales. Construido a principios del siglo XVI sobre una bodega que data del siglo XII, albergó el museo de arqueología entre 1927 y 1982, y se convirtió nuevamente en una residencia privada en 1983. La casa está en la esquina de la rue Sainte-Geneviève y la rue du Haubergier.

## Histórico
El Hôtel du Haubergier toma su nombre de la rue du Haubergier, un pequeño eje secundario del cual es el edificio más notable. Ciertamente, la fachada principal de la casa da a la rue Sainte-Geneviève, pero la entrada se encuentra en el patio trasero, accesible por la rue du Haubergier. Sin embargo, como afirman Marc Durand y Philippe Bonnet-Laborderie, la denominación " Hotel Hauberger » no se remonta más allá del XIX XIX siglo De hecho, Eugène Müller aún no lo usaba en 1879. Por otro lado, la calle parece haber llevado siempre su nombre actual. : vicum Haubergière ( 1238 ), vico Haubergier ( 1285 ), rue Haubergière ( 1393 ). Pero también hay variantes rue aux Bergères ( 1676 ), rue du Haut-Berger, etc. La etimología del nombre no está en duda, un hauberger es un artesano que hace hauberks (cota de malla) ). Esta hipótesis sigue siendo incierta, y nada indica que los posaderos vivieran en la calle.
La historia del edificio sigue siendo desconocida. La única certeza es, según Marc Durand y Philippe Bonnet-Laborderie, que el Hotel siempre ha servido como residencia para los ciudadanos de Senlis, y que nunca ha pertenecido a un establecimiento religioso, como lo fueron muchas otras mansiones de la ciudad.. El primer propietario conocido es Regnault de Bonvilliers, Prévôt Forain (Jefe de comerciantes) de Senlis. Una carta de 1522 menciona una casa de los guardianes de la parroquia de Saint-Aignan que había pertenecido al señor de Chantilly, y que anteriormente había sido parte del feudo de Garlande. La familia de Garlande poseía varios señoríos en Île-de-France, incluso en Gonesse y Livry-Gargan, y tenía importantes posesiones en Senlis. Había fundado el Hôtel-Dieu de Senlis, durante mucho tiempo llamado Hôtel-Dieu de Garlande. Sea como fuere, los términos del acta constitutiva no permiten la ubicación exacta de la casa en cuestión.
El museo del Comité Arqueológico, rebautizado como Sociedad de Historia y Arqueología de Senlis en 1920, tuvo que abandonar el antiguo obispado después de que el prefecto le diera permiso en 1926. Debe dar paso definitivamente al juzgado de distrito, que había sido instalado de urgencia en 1914, tras el incendio de su local, en el antiguo Hospital de la Caridad, y ya intentó en vano expulsar el museo en 1917. Se trata de un impulso para la Sociedad, que debe realizar un gran esfuerzo económico para asegurar la sostenibilidad del museo. En julio del mismo año, la Sociedad firma el contrato de arrendamiento del Hôtel du Haubergier, por un período de dieciocho años, al precio de cinco mil francos anuales. La mudanza y la instalación tardan menos de un año. La solemne inauguración del nuevo museo regional tiene lugar el con la presencia de numerosas personalidades, entre ellas el ministro de Instrucción Pública y Paul Vitry, uno de los conservadores del Museo del Louvre. El museo está organizado de la siguiente manera. :
- El Lapidarium (Colección de piedras y esculturas) en el patio
- Restos arquitectónicos en la bodega abovedada
- La biblioteca en la planta baja.
- Once vitrinas con los objetos más preciados el día 1 suelo (cerámica, herrería, alfarería, sellos, dibujos de Watteau ) así como esculturas, pinturas y grabados colgados en las paredes
- Tres salas dedicadas a la Arqueología en el 2 piso, incluyendo dos salas dedicadas a las Arènes de Senlis y al templo galorromano en el bosque de Halatte respectivamente.[3]

Con el inicio de la ocupación alemana en 1940, la asistencia al museo disminuyó significativamente y la Sociedad de Historia y Arqueología casi ya no podía contar con los ingresos que había obtenido anteriormente de las entradas al museo. Al mismo tiempo, el propietario no quiere concederle los 50 % de reducción de la renta prevista por la legislación entonces vigente, y la relación entre las dos partes se deterioró hasta el punto de desembocar en un procedimiento judicial interminable. Luego, la torre de la escalera al sur del edificio fue dañada por un proyectil alemán en 1940 y el propietario se negó a hacerse cargo de la reconstrucción. El ático ahora es inaccesible y el museo cierra poco después.
Después de la guerra, la Sociedad de Historia y Arqueología quiso reabrir rápidamente el museo Hôtel de l'Haubergerier, pero la disputa con el propietario no terminó hasta 1947, y los medios eran muy escasos. Inicialmente, el municipio accedió a hacerse cargo de la renta a partir de 1949, pero el museo aún permaneció cerrado. Compró el Hotel en 1951. En un segundo paso, la Sociedad abandonó todas sus colecciones a la ciudad en 1952, a excepción de la biblioteca, exigiendo a cambio únicamente la cesión de un local para esta última y una sala para las reuniones mensuales. Es solo ahora que la ciudad comienza a restaurar el antiguo Hotel a su apariencia original, y el museo permanecerá cerrado durante los próximos cuatro años. La presentación se reorganiza según las técnicas de la museología moderna. Tras su reapertura parcial en 1955 (sótano y planta baja), el municipio se dota de dos museos : el Musée de la Vénerie en La Charité y el Museo de Arte y Arqueología en el Hôtel du Haubergier. El primer piso no abrió hasta 1961, y el segundo piso en 1973, unos treinta años después del cierre .
El último trabajo de restauración comenzó en 1986 con la fachada de West Gable en el lado de la rue du Haubergier. En 1987 el edificio fue clasificado definitivamente como Monumento Histórico bajo la dirección del Sr. Yves BOIRET, Arquitecto Jefe de Monumentos Históricos, Académico de Bellas Artes. Luego se comenzó a trabajar en 1994 en la fachada norte de la rue Sainte Geneviève y luego en 1995 en la fachada sur del lado del jardín.
La rehabilitación del jardín con el desarrollo del patio pavimentado y la terraza fue realizada por el Sr. Olivier DAMEE Arquitecto Paisajista en el año 2000.

## Descripción
El Hôtel du Haubergier se construyó sobre sótanos abovedados más antiguos, al igual que la mayoría de las casas del centro de Senlis. Estas bodegas generalmente tienen dos niveles. En el Hôtel du Haubergier, el primer nivel está cubierto con una bóveda de medio punto de varios tramos separados por arcos fajones. El segundo nivel, mucho más profundo, está excavado en roca sólida cinco metros por debajo de la primera bodega y se denomina bodega de extracción. Se desciende por una estrecha escalera recta que parte del sótano superior. Se trataba en realidad de una pequeña cantera subterránea doméstica de la que se extraían algunas de las piedras para la construcción de la casa. En el Hôtel du Haubergier, esta pequeña cantera se extiende un poco más allá de la huella del edificio para extenderse debajo del patio, así como debajo de las calles Sainte-Geneviève y du Haubergier.
La casa tiene tres plantas, incluida la planta baja, así como un ático reformado, iluminado por unos lucernarios. Es una respetable residencia burguesa de cuidada construcción en piedra y ladrillo. Las cadenas de las esquinas y el encadenamiento central del hastial occidental son de piedra labrada, y las piedras que enmarcan las ventanas del primer y segundo piso están decoradas con molduras prismáticas. En el segundo piso, las ventanas son más pequeñas que en el primer piso. Las ventanas más grandes del primer piso y de la planta baja del lado del patio tienen parteluces de piedra. Por otro lado, la planta baja tiene una fachada más rústica en el lado de la rue Sainte-Geneviève, con dinteles parcialmente de madera y sin decoraciones talladas. En la rue Sainte-Geneviève y la rue du Haubergier, las paredes están hechas de escombros en la planta baja y de ladrillo más allá. En el patio trasero, los muros son íntegramente de piedra labrada.
Está el torreón de escalera octogonal, adosado al centro de la fachada, con su escalera de caracol en el interior. Esta torre fue restaurada y parcialmente reconstruida en 1952/55 tras los daños causados por la guerra. El portal se hace directamente en la torre. Tiene asa de cesta y está rematada por un arco de espaldas decorado con sarmientos (Rama con sus hojas y racimos) restaurado en 1996.
Arriba, una estatua de piedra de la Virgen y el Niño parece destinada a proteger la casa. La base lleva el escudo de armas de los señores de Ognon de la Fontaine. Esta estatua fue decapitada durante la Revolución Francesa, desde junio de 1997 se puede admirar una restitución de un molde del original realizado por la Sra. Geneviève BOURDET.
Otra estatua de la Virgen adorna la esquina noroeste de la casa. Mucho más pequeña, está montada sobre una columna estriada con capitel, muy deteriorada, y protegida por un baldaquín restaurado en 2002. Las pequeñas quimeras en las esquinas de las molduras que acentúan los límites entre plantas, así como las gárgolas a la altura del canalón aún remiten al período gótico. Queda por mencionar un antiguo pozo en el patio, en la esquina entre la casa y el muro que separa el patio de la casa vecina, restaurado en 1998. La arcada bloqueada sobre el pozo nos recuerda que una vez fue común a las dos casas contiguas, como todavía se puede ver a menudo en Senlis.

## Protección
El Hôtel du Haubergier ha sido catalogado como Monumento Histórico por derecho propio por orden del , mientras albergaba el museo de la Sociedad de Historia y Arqueología de Senlis. Luego, la inscripción se transformó en la clasificación de Monumento Histórico para las fachadas y cubiertas por orden del , cuando el edificio se había convertido nuevamente en una residencia privada.